# Alina Baraz
Alina Baraz (née le 24 septembre 1993 à Cleveland) est une chanteuse, auteure et compositrice américaine. En 2015, Alina Baraz et le producteur de musique électronique Galimatias sortent un EP collaboratif intitulé Urban Flora. Depuis 2016, Alina Baraz travaille sur ses débuts en solo, et sort son premier single, ainsi que son premier EP, The Color of You.

## Biographie

### Jeunesse
Alina Baraz naît le 24 septembre 1993, à Cleveland (Ohio) de parents russo-ukrainiens.
Elle est la première enfant de sa famille à naître en Amérique. Ses parents l'élèvent dans la musique classique. Plus tard, elle s'intéresse à la musique des années 1990, ainsi qu'à des artistes comme Adele, Amy Winehouse et Corinne Bailey Rae. Elle commence très tôt à chanter dans une chorale de gospel.
À l'âge de 19 ans, elle décide de déménager à Los Angeles, en Californie, pour faire du chant son métier.
Elle y développe une passion pour la composition, et écrit sa première chanson intitulée Roses Dipped in Gold,.

### Urban Flora(2013-2016)
Après avoir déménagé à Los Angeles, Alina Baraz découvre le producteur danois de musique électronique Galimatias. Elle écrit des paroles pour l'un de ses instrumentaux, et le publie sur SoundCloud comme une chanson intitulée Drift en 2013. Galimatias, après avoir écouté la version d'Alina Baraz, décide de créer plus de musiques avec elle. Ils créent un EP intitulé Urban Flora en s'envoyant chacun leur musique par Facebook sans se rencontrer en personne, jusqu'en février 2015, alors que le projet est déjà terminé. Parallèlement à Drift, les chansons Pretty Thoughts, Make You Feel et Fantasy, sortent individuellement avant Urban Flora. L'EP est initialement publié sur SoundCloud, mais le 19 mai 2015, il est publié et réalisé par Ultra Music.
À sa sortie, Urban Flora reçoit de très bonnes critiques, et atteint la 111e place au Billboard 200 et la 2e place sur le Billboard Top Dance/Electronic Albums Chart. Le 9 septembre 2015, un EP de remixes d'Urban Flora est réalisé. Dans le mois qui suit, Alina Baraz et Galimatias partent en tournée nord-américaine.
En août 2016, Alina Baraz signe un contrat d'enregistrement avec le label discographique indépendant Mom + Pop Musique et publie une édition vinyle d'Urban Flora.

### Dernières activités (depuis 2017)
En septembre et octobre 2017, Baraz assure la première partie du groupe britannique de rock Coldplay lors des huit derniers concerts nord-américains de leur tournée A Head Full of Dreams Tour. Le 29 septembre 2017, Baraz sort deux singles, intitulés Lavender and Velvet et Buzzin, en prévision de son premier album studio. Buzzin atteint la 10e place du classement américain Billboard Dance/Electronic Digital Songs Chart et le clip de la chanson, le premier clip de Baraz, est diffusé en exclusivité sur Apple Music le 22 décembre 2017. Il est annoncé que Baraz ferait partie de la programmation du Coachella 2018.
Le 6 avril 2018, Baraz sort son premier EP solo, The Color of You, ainsi que le clip de la chanson I Don't Even Know Why Though.
Le 23 juillet 2021, Alina Baraz sort le single Alone With You Cette chanson marque son premier titre en tant qu'artiste indépendante, après avoir quitté son ancien label, Mom+Pop. Parallèlement à la sortie de la chanson, Baraz annonce une tournée homonyme, qui débutera fin 2021. Le 24 septembre, Baraz sort l'EP Sunbeam, qui constitue la première partie d'une série en deux parties Le deuxième EP, Moongate, sort le 29 octobre 2021. Le dernier single d'Alina, Don't Buy Me Roses, sort en septembre 2023.

## Discographie

### EP
| Titre                         | Détails                                                                        | Meilleure position | Meilleure position | Meilleure position | Meilleure position |
| Titre                         | Détails                                                                        | US                 | US Electronic      | US Heatseakers     |                    |
| ----------------------------- | ------------------------------------------------------------------------------ | ------------------ | ------------------ | ------------------ | ------------------ |
| Urban Flora (avec Galimatias) | - Sortie : 19 mai 2015 - Label : Ultra - Formats : LP, téléchargement          | 111                | 2                  | 1                  |                    |
| The Color of You              | - Sortie : 6 avril 2018 - Label : Mom + Pop - Formats : CD, LP, téléchargement | 59                 | —                  | —                  |                    |